# Peter Lange (Journalist)
Peter Lange (* 1958) ist ein deutscher Hörfunkjournalist. Er war bis zu seinem Ruhestand zum 1. September 2022 Hörfunk-Korrespondent für das Deutschlandradio und die ARD in Prag.  Zuvor war er Chefredakteur beim Berliner Sender Deutschlandradio Kultur.

## Leben und Wirken
Lange studierte von 1979 bis 1986 an der Freien Universität Berlin (FU Berlin) Publizistik, Politologie und Geschichte. Von 1983 an war er Redakteur im Nachrichtenressort des RIAS Berlin und dann beim DeutschlandRadio Berlin. 1995 wechselte er zum Kölner Schwestersender Deutschlandfunk und arbeitete dort zunächst als Dienstleiter in der Nachrichtenabteilung und ab 1999 als Redakteur und Moderator des Programmbereichs Zeitfunk. 2005 wurde ihm die Leitung der Abteilung Aktuelles übertragen. Zum 1. Januar 2007 wurde er Nachfolger von Dieter Jepsen-Föge als Chefredakteur und Leiter der Hauptabteilung Politik beim Berliner Sender Deutschlandradio Kultur, dem umbenannten früheren DeutschlandRadio Berlin. Seit dem 1. August 2016 ist er Hörfunk-Auslandskorrespondent für das Deutschlandradio und die ARD in Prag mit den Berichtsgebieten Tschechien und Slowakei. Im November 2017 erhielt er den „Deutsch-tschechischen Journalistenpreis“ in der Kategorie Radio für sein Feature: „'Prag empfing uns wie Verwandte' – wie Thomas und Heinrich Mann zu Tschechen wurden“.
Von 2014 bis 2016 war Peter Lange Vorsitzender des Berliner Presse Clubs.
2015 promovierte Peter Lange an der FU Berlin mit einer Arbeit über den unter den Nationalsozialisten vertriebenen Dirigenten Hans Schwieger.
Seit seiner Pensionierung im Oktober 2022 arbeitet er von Berlin aus als freier Korrespondent für die tschechische Tageszeitung Lidove Noviny. Im Wintersemester 2023/24 hatte Peter Lange einen Lehrauftrag an der Karlsuniversität in Prag.

## Publikationen
- Prag empfing uns als Verwandte. Die Familie Mann und die Tschechen. Vitalis Verlag, Prag 2021, ISBN 978-3-89919-703-7.
- Ein amerikanischer Europäer. Die zwei Leben des Dirigenten Hans Schwieger. Metropolverlag, Berlin 2015, ISBN 978-3-86331-249-7.
- 17. Juni 1953 – Zeitzeugen berichten. Protokoll eines Aufstands. Hrsg. mit Dr. Sabine Roß, LIT Verlag, Münster 2004, ISBN 3-8258-7685-3.
- Der Riß durch mein Leben. Die Erinnerungen von Ursula Bernhard. edition tranvia, Berlin 2000, ISBN 3-925867-49-X.